# Hoting

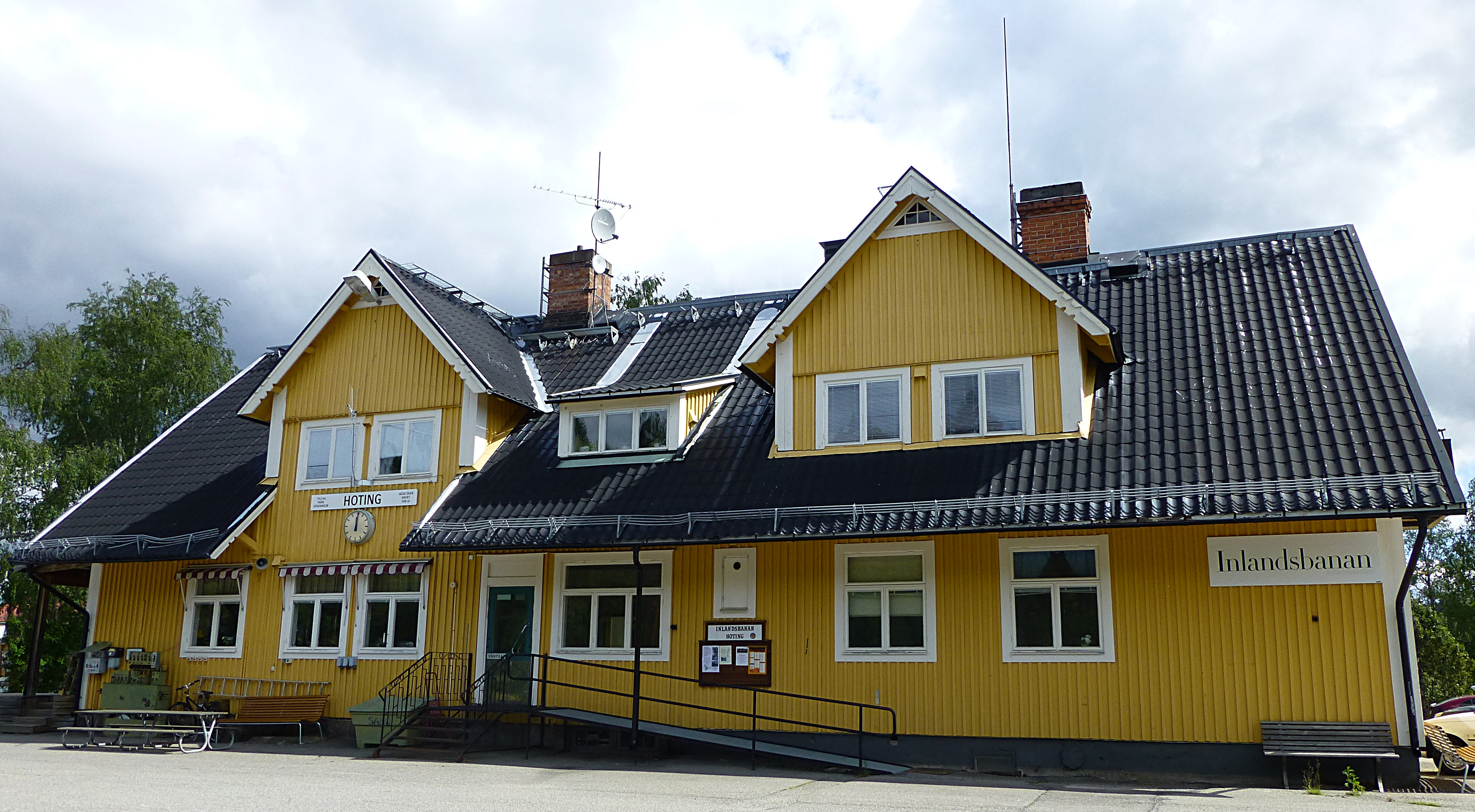
Stationshuset i Hoting.

Hoting är en tätort i Tåsjö distrikt (Tåsjö socken) i Ångermanland, som sedan 1974 ligger i Strömsunds kommun, Jämtlands län. 
Hoting ligger omkring 50 kilometer nordost om Strömsund, och har omkring 700 invånare. Orten, som ligger vid Inlandsbanan och Europaväg 45, är ett stationssamhälle och en industriort. Pendling sker främst till Strömsund och Dorotea.

## Namnet
Ortnamnet (1543 Håttvng) är det äldsta namnet på Hotingssjön, vid vilken tätorten ligger, och som via Hotingsån rinner ut i Fjällsjöälven. Sjönamnet (1273? i Høttingssio, senare avskrift) är i sin tur troligen en avledning av ett Hat(t)-, vilket skulle kunna sättas i samband med det fornvästnordiska verbet hváta 'stöta' eller adjektivet hvatr 'snabb'. Vad som i så fall äldst åsyftats med namnet är oklart.

## Befolkningsutveckling
| Befolkningsutvecklingen i Hoting 1960–2020 | Befolkningsutvecklingen i Hoting 1960–2020 | Befolkningsutvecklingen i Hoting 1960–2020 | Befolkningsutvecklingen i Hoting 1960–2020 | Befolkningsutvecklingen i Hoting 1960–2020 |
| ------------------------------------------ | ------------------------------------------ | ------------------------------------------ | ------------------------------------------ | ------------------------------------------ |
|                                            |                                            |                                            |                                            |                                            |
| År                                         |                                            |                                            | Folkmängd                                  | Areal (ha)                                 |
| 1960                                       | 1960                                       |                                            | 945                                        |                                            |
| 1965                                       | 1965                                       |                                            | 979                                        |                                            |
| 1970                                       | 1970                                       |                                            | 1 008                                      |                                            |
| 1975                                       | 1975                                       |                                            | 1 032                                      |                                            |
| 1980                                       | 1980                                       |                                            | 1 149                                      |                                            |
| 1990                                       | 1990                                       |                                            | 1 051                                      | 192                                        |
| 1995                                       | 1995                                       |                                            | 897                                        | 128                                        |
| 2000                                       | 2000                                       |                                            | 808                                        | 128                                        |
| 2005                                       | 2005                                       |                                            | 749                                        | 128                                        |
| 2010                                       | 2010                                       |                                            | 667                                        | 127                                        |
| 2015                                       | 2015                                       |                                            | 648                                        | 116                                        |
| 2020                                       | 2020                                       |                                            | 631                                        | 117                                        |
|                                            |                                            |                                            |                                            |                                            |

Från år 1995 räknas inte längre den sydvästra delen till tätorten. År 2005 räknades en del av detta område som en separat småort med namnet Väster-Hoting och småortskod S8371.

## Evenemang
På Hotingtravet har man varje år i början av juli en travvecka, då man får arrangera travlopp med totospel. Då vallfärdar tusentals travintresserade till Hoting för att se på hästar och umgås med varandra.

## Sevärdheter
Bland sevärdheter kan nämnas det vikingatida gravfältet på Långön, stationshuset, Forntidsmuseet, hembygdsgården Valågården och Hotings Bilmuseum. 
Utanför Hoting finns även en gammal grotta under en sten som tros vara från stenåldern. Platsen är öppen för allmänheten och kan ge en uppfattning om hur folket levde på stenåldern. Stenen kallas "Storkarpen" enligt gamla sägner.
Hoting är en ort längs Inlandsbanan, och stationen var  pausstation för resande på denna järnvägslinje. Kung Gustaf VI Adolf, åkte denna sträcka varje år då han åkte till sin fiskestuga i Forsavan. Tåget gjorde då ett lunchuppehåll, och passagerarna fick vandra från stationen ner till dåvarande Hotell Hörnstugan, en sträcka på cirka 250 m.